# Daniel Eaton
Daniel Eaton (Flagstaff, 4 juli 1993) is een Amerikaans wielrenner die anno 2018 rijdt voor UnitedHealthcare Professional Cycling Team.
In 2015 werd hij tiende in de beloftentijdrit op het wereldkampioenschap.

## Overwinningen
2015
 Amerikaans kampioen tijdrijden, Beloften

## Ploegen
- 2014 –  Bissell Development Team (vanaf 1-8)
- 2015 –  Axeon Cycling Team
- 2016 –  UnitedHealthcare Professional Cycling Team
- 2017 –  UnitedHealthcare Professional Cycling Team
- 2018 –  UnitedHealthcare Professional Cycling Team

Barta · Curran · Daniel · Eaton · Geoghegan Hart · Guerreiro · O'Donnell · Oien · Oram · Owen · Putt · Swirbul · Young
Acevedo · Alzate · Cataford · Clarke · Eaton · Haedo · Hegyvary · Henderson · Jaramillo · Jones · Keough · Mannion · McCabe · Norris · Putt · Summerhill
Acevedo · Alzate · Cataford · Clarke · Eaton · Haedo · Hegyvary · Jaramillo · Keough · Mannion · Marcotte · McCabe · Norris · Putt · Țvetcov · Velázquez